# Édouard Riou

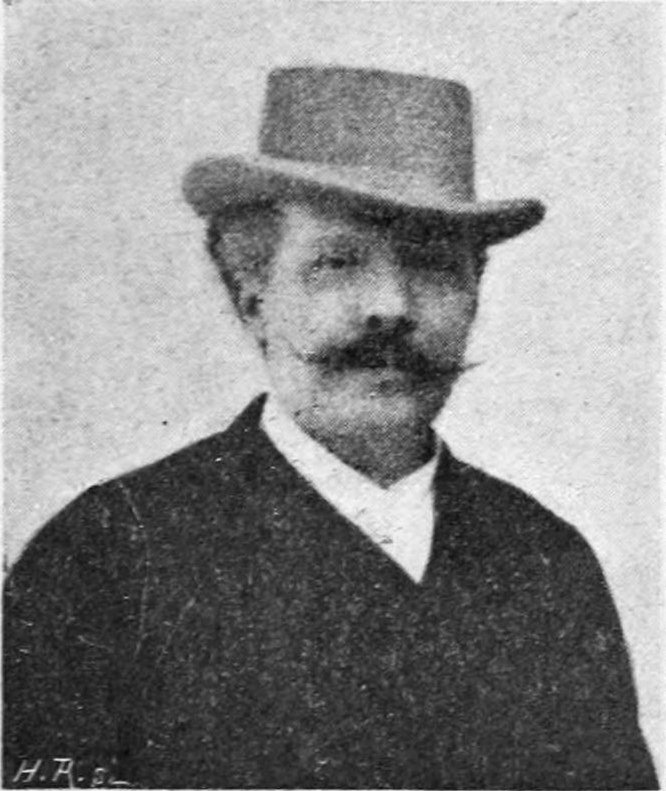
Édouard Riou

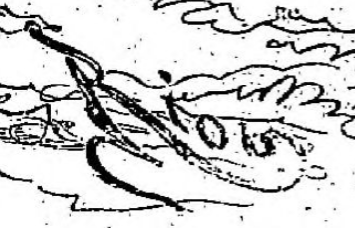
Eine seiner Signaturen, eingebettet ins Bild

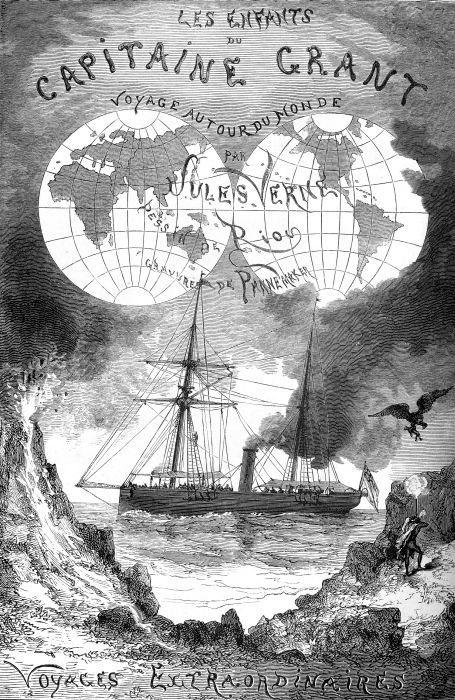
Rious Titelblatt zu Vernes Roman Die Kinder des Kapitän Grant

Édouard Riou (* 2. Dezember 1833 in Saint-Servant; † 27. Januar 1900 in Paris) war ein französischer Landschaftsmaler und Illustrator.

## Wirken
Er studierte bei Charles-François Daubigny und Gustave Doré. Nach einer Ausstellung von Ansichten des Waldes von Fontainebleau im Jahr 1859 widmete er sich von 1860 bis 1895 vornehmlich der Erstellung von Zeichnungen. Dabei illustrierte er Zeitschriften wie Le Monde illustré, Le Journal pour rire, Le Journal de la jeunesse oder beispielsweise The Illustrated London News.
Seit dem Jahr 1865 arbeitete er eng mit Jules Verne zusammen und illustrierte zahlreiche seiner Werke. Hierbei hat er Vernes erste und bekannteste Romane illustriert. Dazu gehören Fünf Wochen im Ballon, Abenteuer des Kapitän Hatteras, Die Reise zum Mittelpunkt der Erde, Die Kinder des Kapitän Grant und die ersten elf Kapitel von 20.000 Meilen unter dem Meer. Bei den Illustrationen zu Vernes ersten Romanen (Fünf Wochen im Ballon, Abenteuer des Kapitän Hatteras), wurde er von Henri de Montaut unterstützt. 1866 reiste Riou für Le Monde illustré und 1873 nach Russland, um unter anderem die Hochzeit der Zarentochter mit Zeichnungen zu dokumentieren.
Insgesamt schuf Riou zwischen 1860 und 1883 für mehrere große Autoren über fünftausend Zeichnungen in der bekanntesten Literatur seiner Zeit, beispielsweise für das Nachschlagewerk La terre avant le déluge (Die Erde vor der Sintflut). Illustrationen wurden auch von der deutschen Jugendzeitschrift Der Gute Kamerad übernommen.

„I believe his work stylistically spans the transition between the illustrators of the early 19th century and those of the latter half – when the profession of professional illustrators became established. Some of the qualities that Riou carried over were the often cartoon like depiction of characters and the use of numerous ‘spot’ illustrations.“

„Ich glaube, dass seine Arbeit stilistisch den Übergang von den Illustratoren des frühen 19. Jahrhunderts zu denen der zweiten Hälfte darstellt, als sich der Beruf professioneller Illustratoren etablierte. Einige der Qualitäten Rious waren die oft karikaturartigen Darstellungen von Charakteren und die Verwendung zahlreicher auf Situationen fokussierende Illustrationen.“

Riou illustrierte ebenfalls Le meneur de loups (Der Wolfsführer) von Alexandre Dumas d. Ä. sowie Walter Scotts Romane Ivanhoe und Waverley, letzterer war der erste Roman Scotts. 1892 trug Riou in der russischen Zeitschrift Vokrug sveta (deutsch: [Rund] um die Welt), die als eine der ersten populärwissenschaftlichen Zeitschriften Russlands gilt, für Karl Mays Roman Der Sohn des Bärenjägers acht Illustrationen bei.
Am Ende seiner Karriere wurde Riou in die Ehrenlegion aufgenommen.

## Werke (Auswahl)

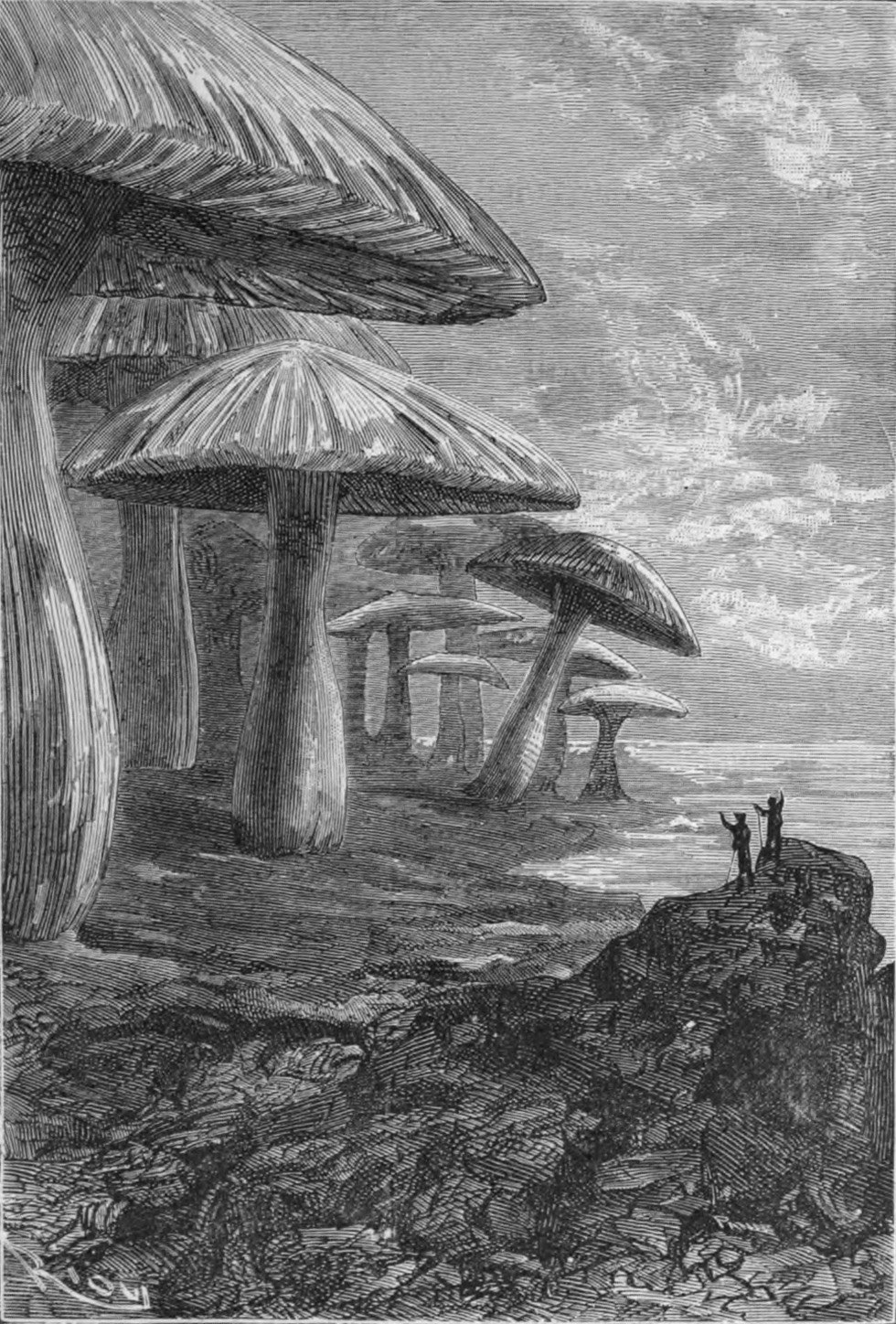
(„Es ist nur ein Wald von Pilzen“, sagt er.) aus dem Roman Die Reise zum Mittelpunkt der Erde von Jules Verne, 13. Mai 1873.
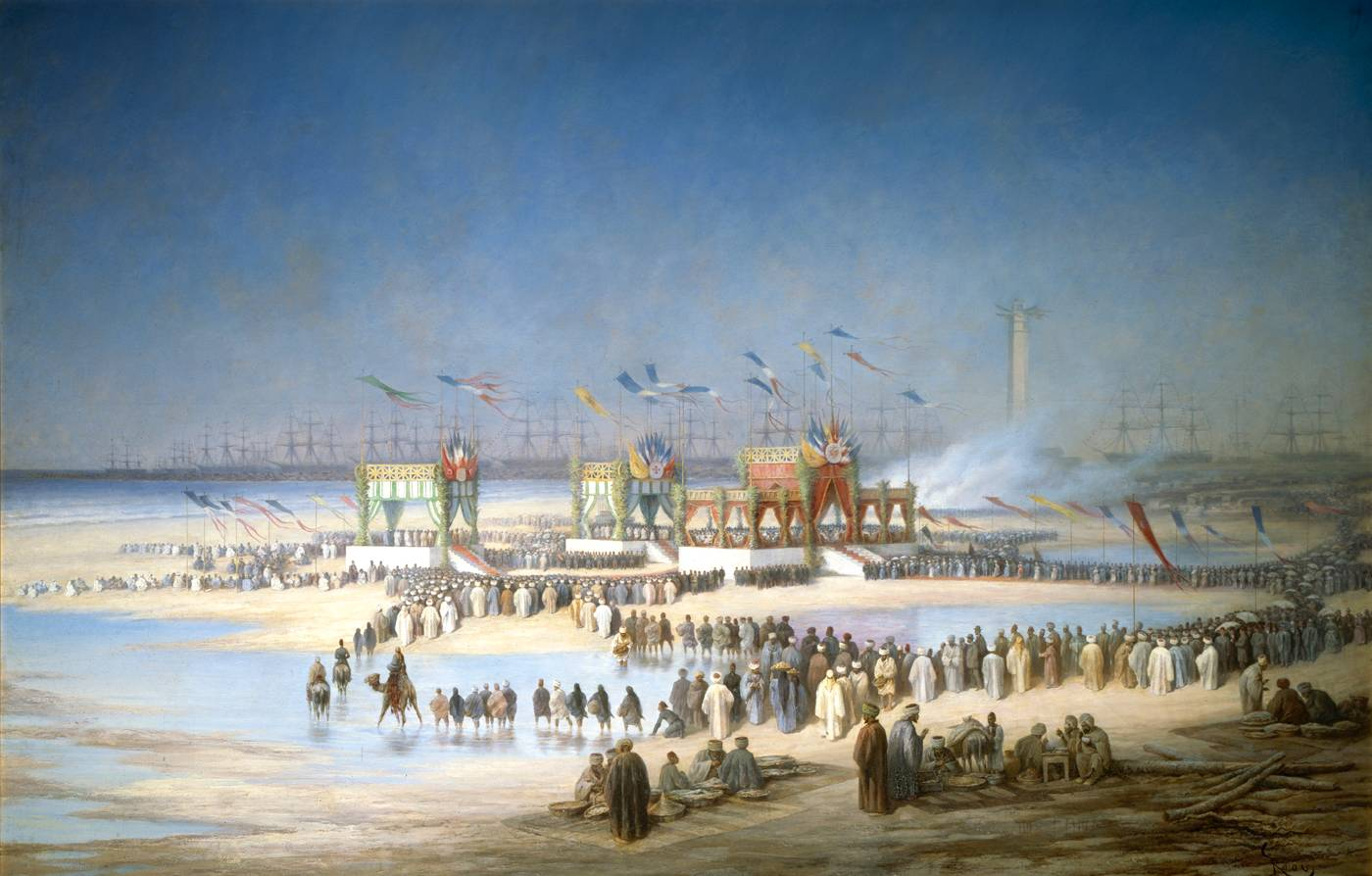
Darstellung der Einweihung des Sueskanals, Port Said am 17. November 1869.
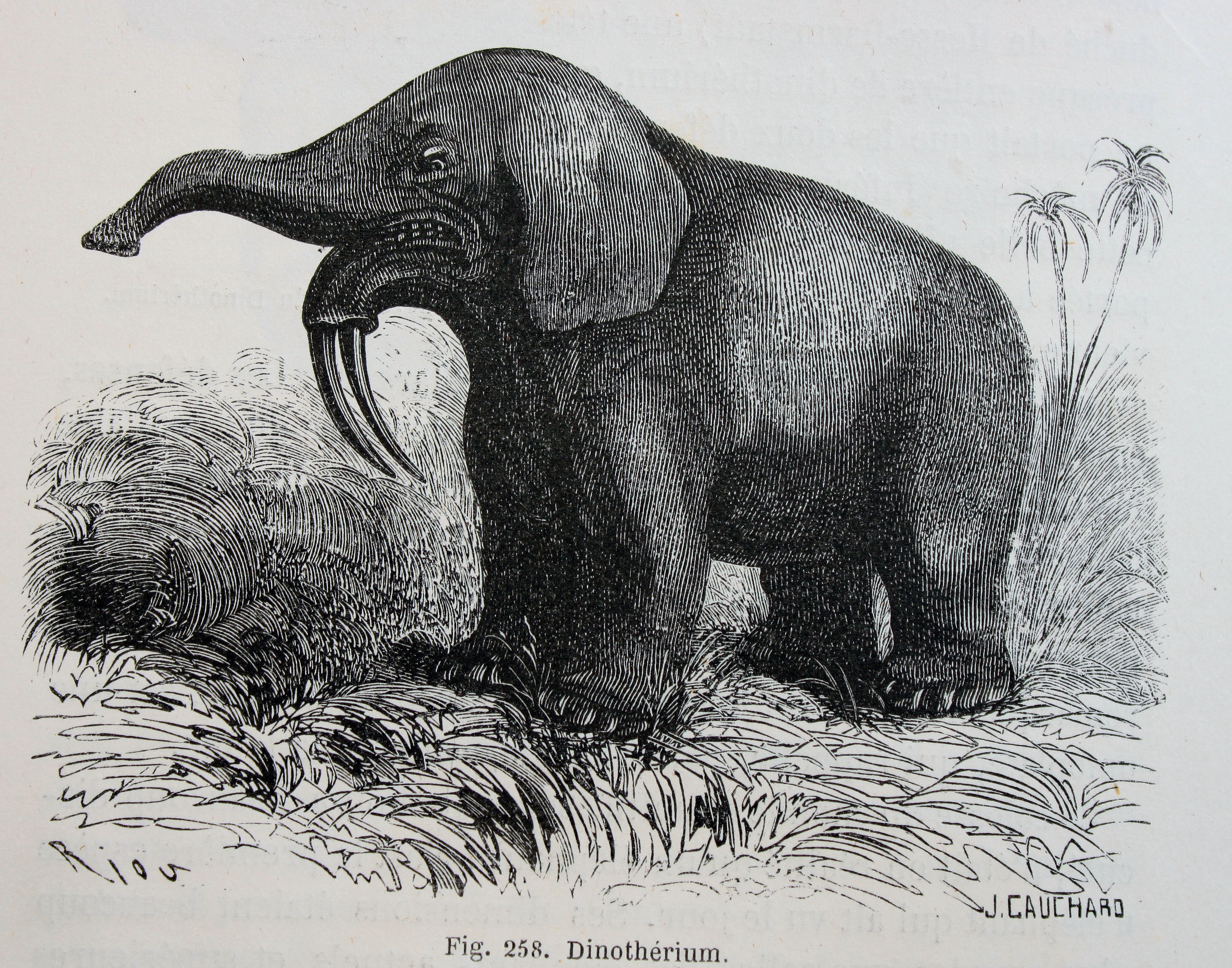
Tier „Dinothérium“ in Louis Figuier: La terre avant le déluge. Paris 1864.
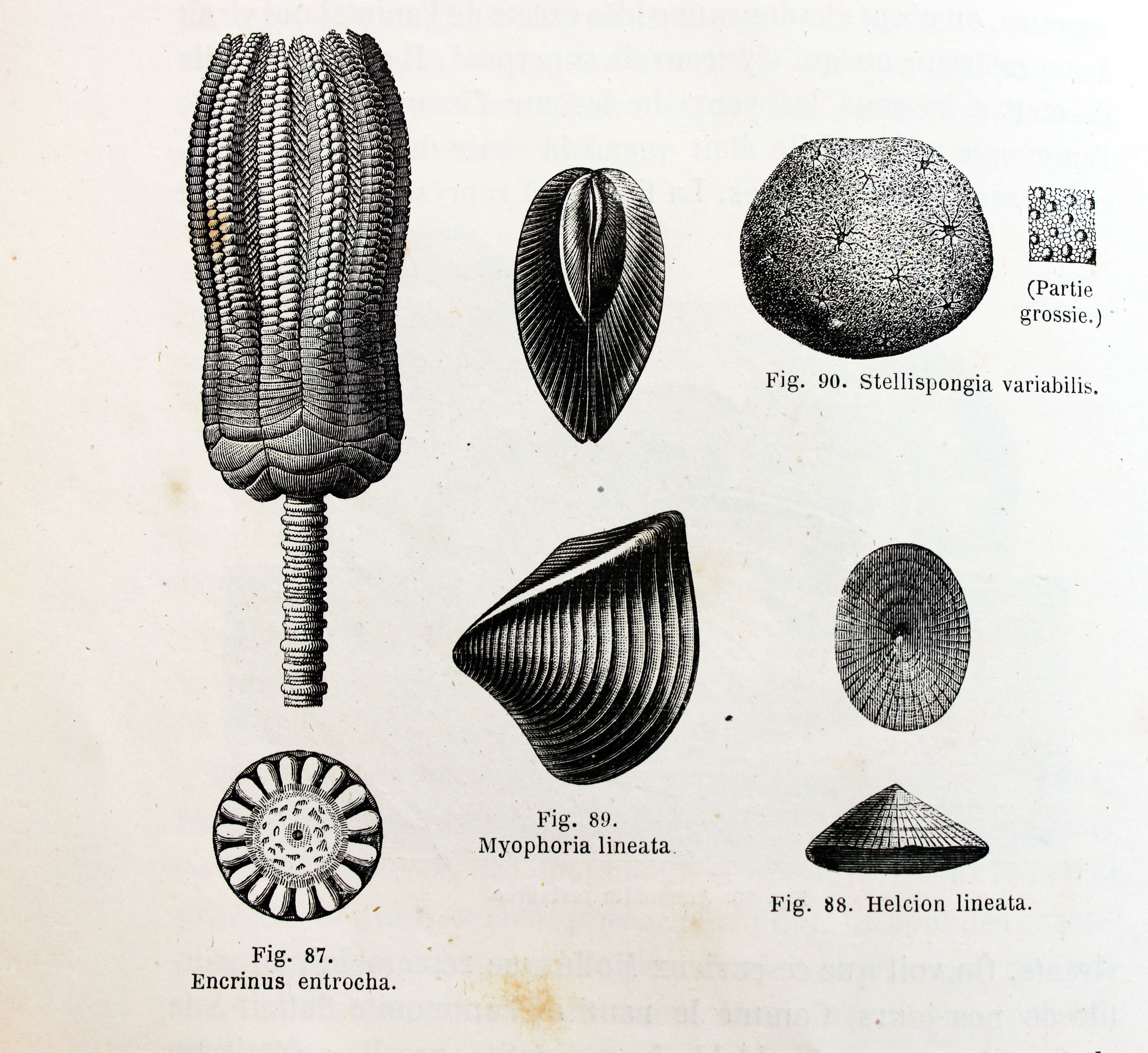
Fossilien Encrinus entrocha, Myophoria lineata, Stellispongia variabilis und Helcion lineata in Louis Figuier: La terre avant le déluge. Paris 1864.